# Inscription kalos
Pour la région géographique dans le monde Pokémon, voir Kalos.

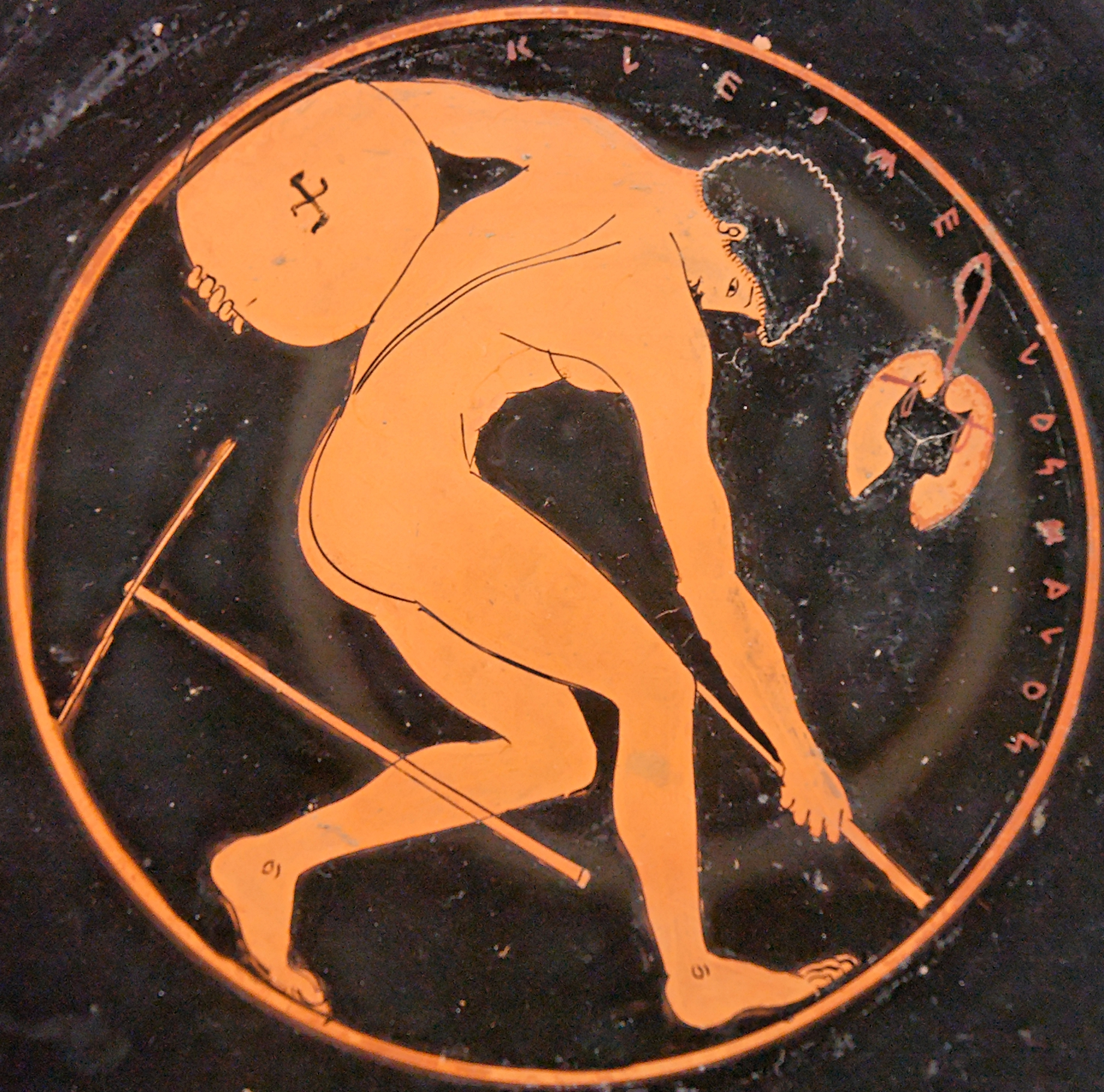
Médaillon d'un kylix attique avec l'inscription « Kleomelos (est) beau », Peintre de Kleomelos, 510-500 av. J.-C., musée du Louvre (G 111)

En histoire de l'art, on appelle « inscription kalos » (du grec καλός, « beau ») une inscription en l'honneur d'un jeune homme ou plus rarement d'une jeune fille, que l'on trouve exclusivement sur les vases attiques, le plus souvent à figures rouges.
Peinte sur le champ du vase, l'inscription kalos n'a généralement pas de lien avec la scène figurée. Elle peut être générale — HO ΠΑΙΣ ΚΑΛΟΣ, « le garçon est beau » —, mais le plus souvent, elle nomme un jeune homme par son nom, voire par son patronyme. Certains sont nommés par plusieurs peintres différents et semblent donc avoir été particulièrement à la mode. On peut supposer que les garçons ne sont populaires que pendant quelques années, ce qui permet de considérer que les peintres nommant les mêmes personnes sont contemporains. On parle ainsi de « Groupe Léagros » pour désigner Euphronios, Euthymidès, Phintias, le Peintre d'Éleusis, le Peintre de Colmar et 33 autres peintres qui nomment tous le même jeune homme, Léagros, fils de Glaucon, élu stratège en 465 av. J.-C. et tué au combat la même année. 